# M̄
Cette page contient des caractères spéciaux ou non latins. S’ils s’affichent mal (▯, ?, etc.), consultez la page d’aide Unicode.
M̄ (minuscule : m̄), appelé M macron, est un graphème utilisé dans la romanisations ISO 233-1 de l’écriture arabe, la romanisation Pe̍h-ōe-jī pour le minnan ainsi qu’en dorig, en mwotlap, en löyöp et en vurës. Il est aussi parfois utilisé en yoruba. Il est parfois utilisé dans la romanisation de l’alphabet kharoshthi. Il s’agit de la lettre M diacritée d’un macron.

## Utilisation
‹ m̄ › est utilisé dans l’orthographe de certaines langues océaniennes parlées au Vanuatu telles que le dorig, le löyöp, le mwotlap et le vurës. Elle note le son /ŋ͡mʷ/.
Dans la romanisation ISO 233-1 de l’écriture arabe, ‹ m̄ › translittère le mīm šaddah ‹ مّ ›, le mīm étant translittéré avec le m et le šaddah avec le macron suscrit.

## Représentations informatiques
Le M macron peut être représenté avec les caractères Unicode suivants :
- décomposé (latin de base, diacritiques) :

| formes    | représentations | chaînes de caractères | points de code | descriptions                                 |
| --------- | --------------- | --------------------- | -------------- | -------------------------------------------- |
| capitale  | M̄               | M◌̄                    | U+004D U+0304  | lettre majuscule latine m diacritique macron |
| minuscule | m̄               | m◌̄                    | U+006D U+0304  | lettre minuscule latine m diacritique macron |

## Sources
- (en) Department of Language Education of Nationa Taitung Teachers College, Draft of Proposal to add Latin characters required by Latinized Taiwanese Holo Language to ISO/IEC 10646, 11 mars 2002 (lire en ligne)
- (en) Tè Khái-sū et Michael Everson, Proposal to add Latin characters required by Latinized Taiwanese languages to ISO/IEC 10646, 26 juin 1997 (lire en ligne)
- (en) Andrew Glass, Stefan Baums et Richard Salomon, Proposal to Encode Kharoṣṭhī Script in Plane 1 of ISO/IEC 10646 (no L2/02-203 R2), 19 septembre 2002 (lire en ligne)
- (en) Thomas T. Pederson, Transliteration of Arabic, 2.2, 2008 (lire en ligne)